# Cinq Cartes à abattre
Pour plus de détails, voir Fiche technique et Distribution.
Cinq Cartes à abattre (5 Card Stud) est un western américain réalisé par Henry Hathaway et sorti en 1968.

## Synopsis
En 1880, dans la ville de Rincon au Colorado, un joueur est pris à tricher pendant une partie de Five Card Stud, variante du poker. Emportés par leur furie, cinq autres joueurs décident de pendre le tricheur. Un sixième, Van Morgan (Dean Martin) essaie de les calmer mais se fait assommer par l'un d'entre eux, Nick Evers (Roddy McDowall), frère haineux et sadique de Nora, la fiancée de Van. 
Alors que la ville accueille un nouveau pasteur (Robert Mitchum), les lyncheurs se font tuer les uns après les autres par un justicier inconnu ayant décidé de venger le tricheur, et à qui un membre mystérieux du groupe de joueurs communique l'identité. Ces assassinats successifs finissent par provoquer la panique dans la ville et mettre en danger la vie du sheriff.

## Fiche technique
- Titre : Cinq Cartes à abattre
- Titre original : 5 Card Stud
- Réalisation : Henry Hathaway
- Scénario : Marguerite Roberts d'après un roman de Ray Gaulden
- Production : Hal B. Wallis
- Photographie : Daniel L. Fapp et James V. King (non crédité)
- Montage : Warren Low
- Direction artistique : Walter H. Tyler
- Décors : Ray Moyer
- Costumes : Leah Rhodes
- Musique : Maurice Jarre
  - Orchestration : Leo Arnaud
- Sociétés de production : Hal Wallis Productions, Paramount Pictures Corporation et Wallis-Hazen
- Société de distribution : Paramount Pictures
- Genre : Western, Film à énigme
- Pays de production :  États-Unis
- Langue : anglais
- Durée : 103 minutes
- Format : Mono - Couleurs (Technicolor) - 35 mm - 1.85 : 1
- Dates de sortie : 
  - États-Unis : 10 juillet 1968
  - France : 22 novembre 1968

## Distribution
- Dean Martin (VF : Michel Gudin) : Van Morgan
- Robert Mitchum (VF : André Valmy) : le révérend Jonathan Rudd
- Inger Stevens (VF : Perrette Pradier) : Lily Langford
- Roddy McDowall (VF : Bernard Murat) : Nick Evers
- Katherine Justice : Nora Evers
- John Anderson (VF : Yves Massard) : le marshall Al Dana
- Ruth Springford : Mama Malone
- Yaphet Kotto (VF : Med Hondo) : Little George, le barman
- Denver Pyle : Sig Evers
- Bill Fletcher (VF : J. Marin) : Joe Hurley, la quatrième victime
- Whit Bissell : le docteur Cooper
- Ted de Corsia (VF : Henri Nassiet) : Eldon Bates, le chef de l'association des mineurs
- Don Collier : Rowan
- Roy Jenson (VF : Pierre Collet) : Mace Jones, la troisième victime

Acteurs non crédités
- Jerry Gatlin (VF : Jean-Henri Chambois) : Frankie Rudd
- Louise Lorimer : Mme Frank Wells
- Boyd 'Red' Morgan : Fred Carson, la première victime
- George Robotham : Stoney Burough, la seconde victime
- Hope Summers : la cliente au magasin